# San Martín (Meta)
San Martín – miasto w Kolumbii, w departamencie Meta.